# زهره هندی
زَهره هندی (انگلیسی: Hindi Zahra؛ زادهٔ ۲۰ ژانویه ۱۹۷۹) خواننده و هنرپیشه مراکشی فرانسوی است. وی از سال ۲۰۰۹ میلادی تاکنون مشغول فعالیت بوده‌است. زهره هندی به زبان انگلیسی، فرانسوی و به زبان قوم بربر موسیقی اجرا می‌کند.
او هم‌چنین در فیلم برش با کارگردانی فاتح آکین به ایفای نقش پرداخته‌است.

## آلبوم‌شناسی
- خانگی (۲۰۱۰)
- میهن (۲۰۱۵)